# 彼得·漢森
彼得·漢森（Peter Hanson，1977年10月4日—）是瑞典的一位高爾夫球運動員。他現在參加高爾夫歐巡賽和PGA巡迴賽的賽事。他在1998年轉為職業高爾夫球運動員。他已經贏得了6個歐洲巡迴賽賽事的冠軍，並且也參加過兩次萊德杯的賽事。